# Rainer Hollasch
Rainer Hollasch (19 marzo 1951) è un ex calciatore tedesco, di ruolo difensore.

## Carriera
Inizia la carriera nelle serie minori, dapprima al Minden 05 e poi al Villingen.
Nel 1975 si trasferisce negli Stati Uniti d'America per giocare nei Boston Minutemen, franchigia della NASL, con cui però non esordirà mai.
Tornato in patria viene ingaggiato dai cadetti del Göttingen, con cui ottiene il decimo posto nel girone nord della 2. Fußball-Bundesliga 1975-1976, retrocedendo poi in terza serie la stagione seguente. Con il club di Gottinga Hollasch ha giocato 48 incontri, segnando una rete nel pareggio esterno per 1-1 contro il St. Pauli del 22 agosto 1976.
Nella stagione 1979-1980 torna in forza al Villingen.